# Engum Sogn
Engum Sogn er et sogn i Vejle Provsti (Haderslev Stift).
Engum Sogn var før Reformationen anneks til Ørum-Daugård sogne, men i 1800-tallet var det et selvstændigt pastorat. Det hørte til Hatting Herred i Vejle Amt. Engum sognekommune blev ved kommunalreformen i 1970 indlemmet i Vejle Kommune.
I Engum Sogn ligger Engum Kirke.
I sognet findes følgende autoriserede stednavne:
- Assendrup (bebyggelse, ejerlav)
- Bredal (bebyggelse, ejerlav)
- Bredal Kær (areal, bebyggelse)
- Bredal Vestermark (bebyggelse)
- Engum (bebyggelse, ejerlav)
- Skibsholt (bebyggelse)
- Skovhave (bebyggelse)
- Tirsbæk (ejerlav, landbrugsejendom)
- Tornsbjerg (bebyggelse)